# 蒜頭村
23°29′42.5″N 120°17′30.8″E / 23.495139°N 120.291889°E
蒜頭村位於臺灣嘉義縣六腳鄉東南部，有朴子溪流經，為六腳鄉鄉治所在。自古富庶，有「九萬二七千」之俗諺，意指當地大戶人家眾多，堪稱首善之區，所以名叫「算頭」，音訛為「蒜頭」。蒜頭村鄰近有蒜東村、蒜南村、工廠村等地，統稱蒜頭。名產為蒜頭餅。

## 教育
轄內設有蒜頭國小及六嘉國中。

### 蒜頭國小
地址：嘉義縣六腳鄉蒜頭村188號。
創立於1911年（明治44年），當時稱「蒜頭公學校」。日治晚期、戰後，先後更名「蒜頭北國民學校」、「蒜頭國民學校、「六腳鄉第二國民學校」、「蒜頭國民學校」。1968年（民國57年）改為「蒜頭國民小學」，沿用至今。

### 六嘉國中
地址：嘉義縣六腳鄉蒜頭村樹仁路1號。
前身為嘉義縣立玉山中學分部，1964年（民國53年）4月成立。1968年（民國57年）7月改制為嘉義縣立六嘉國民中學。

## 文化資源

### 頂頭厝大廳
1983年（民國72年），頂頭厝三十六戶居民，共同出資籌建「頂頭厝大廳」，既是江夏黃氏宗祠，亦為活動中心。

### 五安宮
嘉義縣六腳鄉蒜頭村187之20號。2002年落成（民國91年），主祀：薛府王爺。

### 牛埔副港口宮
地址：嘉義縣六腳鄉蒜頭村42號。創立於1979年（民國68年），是蒜頭村牛埔聚落的角頭廟。主祀天上聖母，可能分靈自東石港口宮；陪祀池府王爺、五年千歲等神。

### 萬大公廟
位於牛埔副港口宮後方。

### 萬善神社
蒜頭國小東北方、五安宮北方幾十公尺處（周圍一帶稱「下路仔」），有一間小廟，傳說是日本人死後受當地居民供奉，不曾學過日語的乩童在降乩後都說日語。

### 水聖娘媽堂
位在嘉義縣消防局六腳分隊旁的小廟，2000年（民國89年）重建於現址，主祀水聖娘媽。

## 出身名人
- 伍佰
- 侯寬仁[來源請求]
- 吳菜霞
- 美秀集團-狗柏

## 其他
- 嘉義縣六腳鄉蒜頭村曾有的郵遞區號「615」，現已棄用。